# Achicourt
Achicourt település Franciaországban, Pas-de-Calais megyében. Lakosainak száma 7899 fő (2022. január 1.). Achicourt Arras, Agny, Wailly, Beaurains és Dainville községekkel határos.

## Népesség
A település népességének változása:
| Lakosok száma | 7852 | 7694 | 7822 | 7799 | 7878 | 7957 | 7981 | 7938 | 7899 |
|               | 2013 | 2015 | 2016 | 2017 | 2018 | 2019 | 2020 | 2021 | 2022 |